# Order Zasługi Czwartego Kwietnia
Order Zasługi Czwartego Kwietnia (węg. Április Negyedike Érdemrend) – odznaczenie WRL ustanowione dla upamiętnienia dnia „wyzwolenia” Węgier spod niemieckiej okupacji – 4 kwietnia 1945. Order ten nadawany był w latach 1984–1989 w uznaniu wybitnych osiągnięć w budowaniu socjalizmu, w życiu politycznym, gospodarczym, naukowym i kulturalnym oraz w obronie ojczyzny, a także w promowaniu postępu społecznego. Łącznie odznaczono nim 2466 osób.